# In the Clutches of Ku Klux Klan
Pour plus de détails, voir Fiche technique et Distribution.
In the Clutches of Ku Klux Klan est un film américain sorti en 1913, tourné à Jacksonville, en Floride et réalisé par Sidney Olcott, avec Jack J. Clark et Gene Gauntier. 

## Fiche technique
- Titre : In the Clutches of Ku Klux Klan
- Réalisation : Sidney Olcott
- Scénario : Gene Gauntier
- Production : Gene Gauntier Feature Players
- Distribution : Warner's Feature
- Directeur de la photo :
- Décors : Allan Farnham
- Longueur : 3 000 pieds
- Date de sortie : 1913

## Distribution
- Gene Gauntier
- Jack J. Clark

## Production
Le film a été tourné à Jacksonville en Floride.